# 서울 청룡사 현왕도
서울 청룡사 현왕도(서울 靑龍寺 現王圖)는 서울특별시 종로구 청룡사에 있는 조선시대의 불화이다. 2005년 12월 29일 서울특별시의 유형문화재 제203호로 지정되었다.

## 개요
청룡사 현왕도(現王圖)는 1868년 지장시왕도, 칠성도와 함께 조성, 극락전에 봉안되었던 불화로서 현재는 청룡사 대웅전 향좌측 측벽에 봉안되어 있다. 칠성도를 그린 응륜(應崙)과 승의(勝宜)및 가사탱(袈裟幀)을 그린 명응윤감(明應允鑑)이 함께 조성하였는데, 현왕(現王)과 권속들이 망자를 심판하는 광경을 간단하게 묘사하였다.
이 작품은 비교적 작은 화면에 인물들을 크게 표현하여 화면이 꽉 찬 느낌을 준다. 채색은 녹색과 적색이 주조를 이루고 있으나 그중에서도 적색을 위주로 사용하는 등 19세기 후반 불화의 채색을 잘 따르고 있으며, 책상의 윗면을 목리문(木理文)으로 처리한 기법이라든지 병풍 속의 수묵산수 등 일반회화적인 요소를 엿볼 수 있다. 유려한 필선에 세밀한 필치가 돋보이 며, 현왕이 앉아있는 의자의 화려한 장식이 돋보인다.
현재 전국적으로 현왕도는 많이 남아있지만 서울 지역에서는 그 유례가 드물다. 또한 청룡사 현왕도는 책상의 윗면을 목리문(木理文)으로 처리한 기법이라든지 병풍 속의 수묵산수 등 일반회화적인 요소를 엿볼 수 있으며, 유려한 필선에 세밀한 필치가 돋보이는 작품으로 주목된다.

## 참고 문헌
- 청룡사 현왕도 - 국가유산청 국가유산포털